# Chinese tuin in Haren

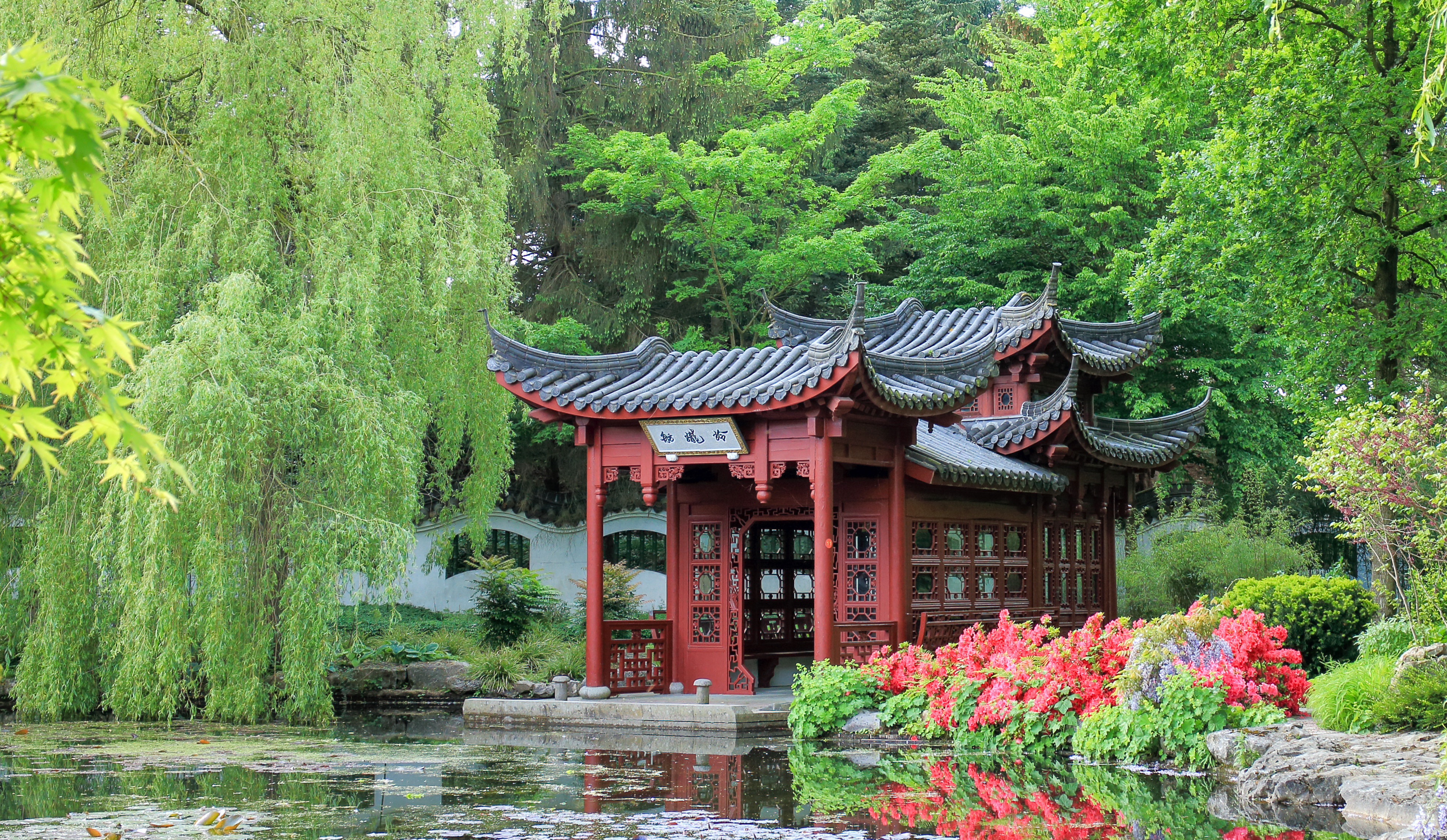
De Stenen Boot (He Feng)

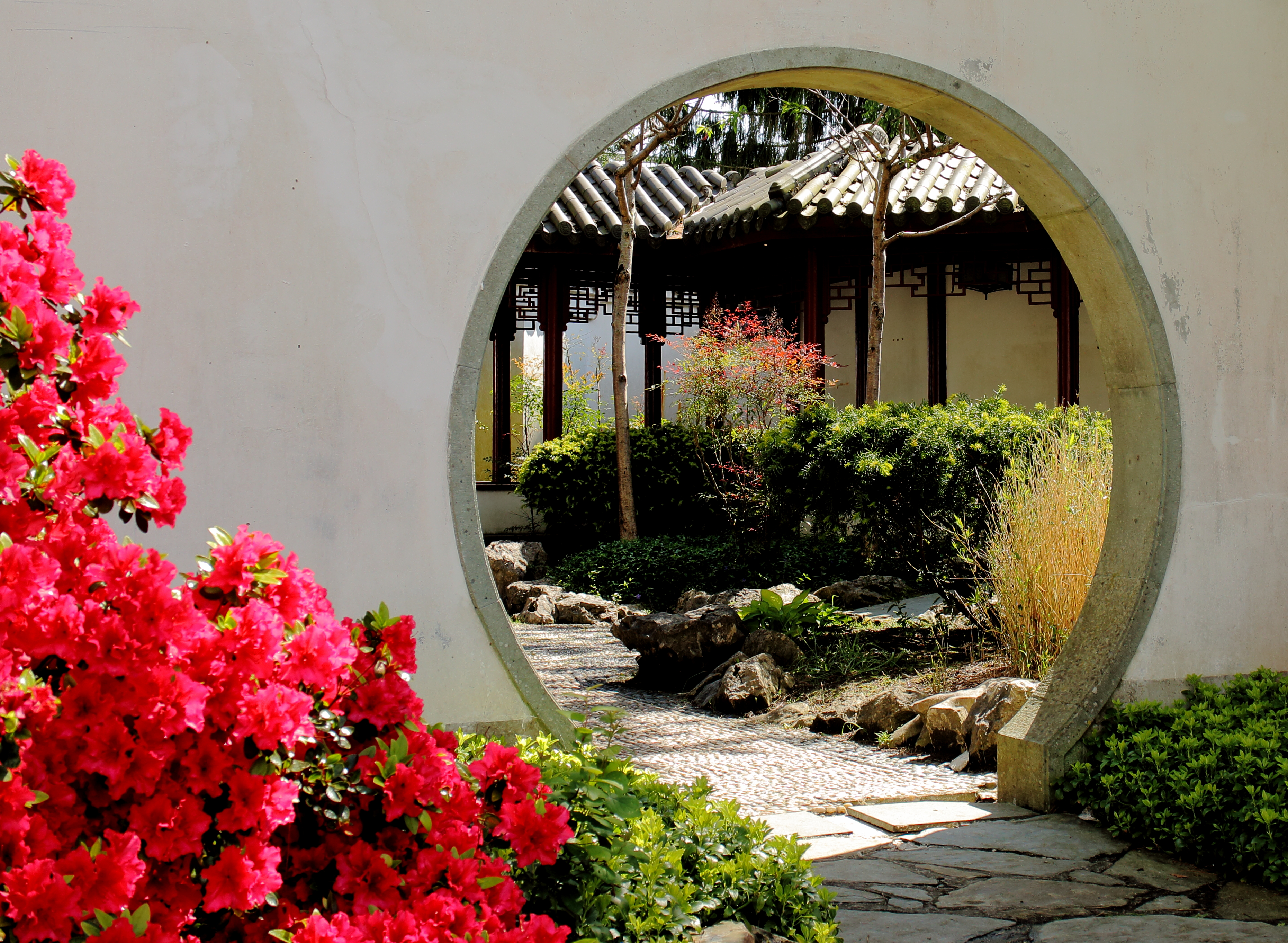
Doorkijkje in de tuin

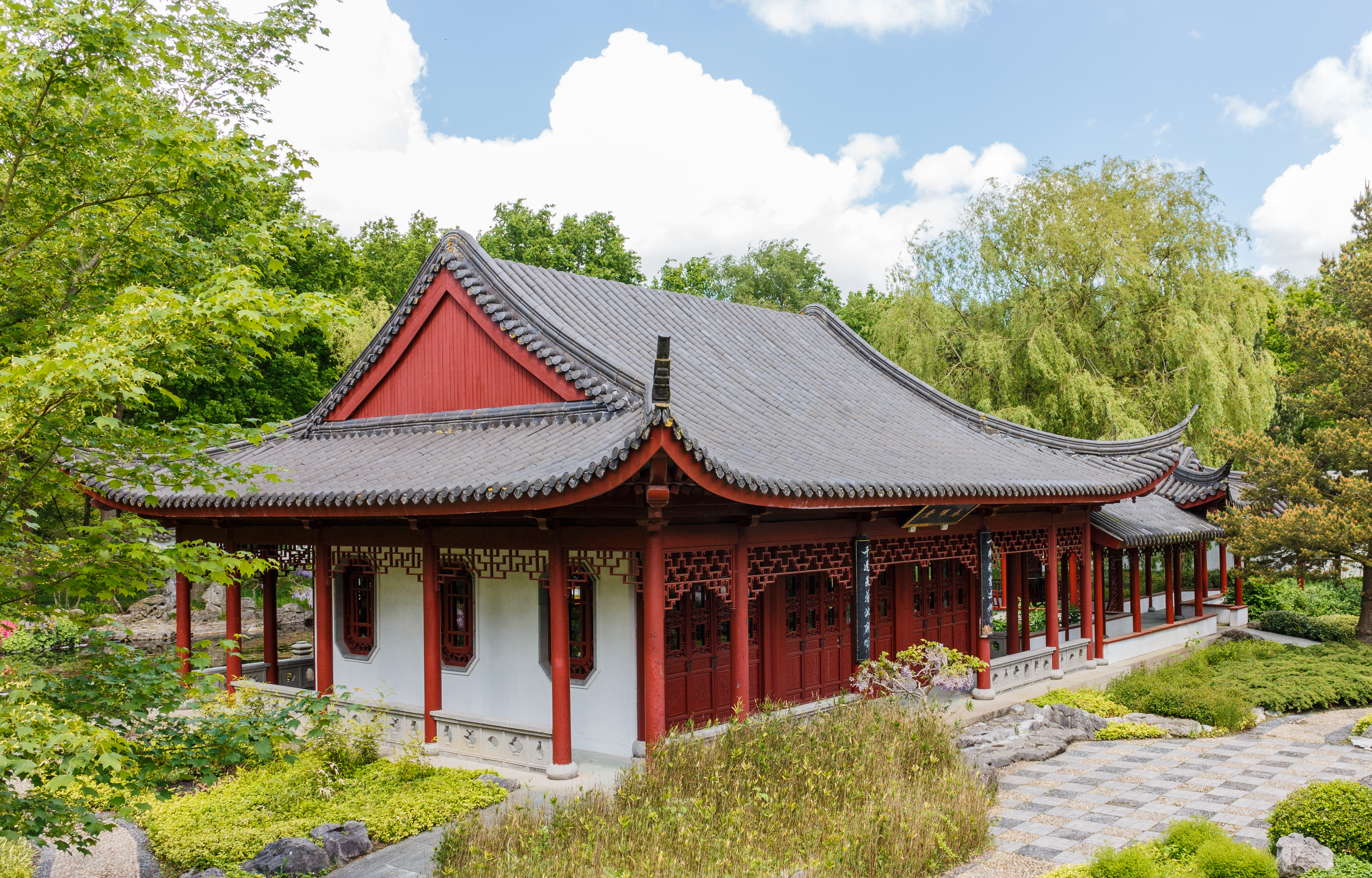
Het Honderd Bloemen Paviljoen

Het Verborgen Rijk van Ming is een Chinese tuin in het dorp Haren in de Nederlandse provincie Groningen. Het vormt onderdeel van de Hortus Haren en is een nabootsing van een Qing-tuin zoals een Chinese mandarijn die zou hebben aangelegd.

## Geschiedenis
De tuin werd in 1995 met Chinese materialen gebouwd door daarvoor naar Groningen gereisde vaklieden.
De oorsprong van de tuin ligt in een uitspraak van de Groningse burgemeester Jos Staatsen, die bij een bezoek van een noordelijke handelsdelegatie aan China in 1986 aangaf dat een dergelijke tuin ook in Groningen zou moeten komen. Hoewel dit niet serieus bedoeld was, kreeg het gemeentebestuur bij terugkomst een fax waarin aangegeven werd dat de Chinezen graag mee wilden werken aan de aanleg van een Chinese tuin met tempel en restaurant. Een poging om hier onderuit te komen door twee gemeenteambtenaren naar China te sturen met als opdracht een uitvlucht te verzinnen, leidde na een bezoek aan tuinen in Suzhou en Shanghai echter juist tot enthousiasme onder de betrokken ambtenaren en daarmee tot een akkoord. Het terrein van de Hortus kwam uit de bus als de beste locatie en in 1990 maakte de Shanghaise stadsarchitect Le Wei Zhong een ontwerp voor de tuin naar ontwerp van een eeuwenoude tuin in Suzhou, een stad die bekend is om wat "de mooiste tuinen van China" zouden zijn. In 1993 werd de benodigde 7,5 miljoen gulden bijeengebracht door bedrijven, fondsen, de gemeenten Groningen en Haren, de provincie Groningen en het ISP, terwijl Shanghai de bouwmaterialen leverde. De Chinezen hoopten dat door de tuin de interesse in China zou toenemen en daarmee de handel. In 1995 werd de tuin geopend.
Na de aanleg werd er bij gebrek aan financiële middelen bij de jarenlang noodlijdende Hortus nauwelijks onderhoud meer aan de gebouwen in de tuin gepleegd, waardoor deze in de loop van de tijd steeds verder vervielen. In 2022 kwam de Hortus in handen van de gemeente Groningen, maar daarna waren er nog altijd onvoldoende middelen om groot onderhoud aan de gebouwen te plegen.

## Opzet
De tuin heeft een galerij, veel karakteristieke paviljoens, kronkelende paden en verrassende doorkijkjes. De tuin bevat een groot centraal, commercieel geëxploiteerd theehuis, een aantal kleinere paviljoens, een overdekte wandelgang en een vijverpartij met eiland.

## Algemene principes van de Chinese tuinkunst
De starre en vormelijke Chinese cultuur heeft zich eeuwenlang afgesloten voor vreemde invloeden. Ook de Chinese tuinkunst borduurde eeuwenlang voort op thema's en conventies die al in de Sui-dynastie werden vastgelegd. Kenmerkend voor de tuinkunst, en dus ook voor de Harense tuin, zijn:
- yang zhong yuan (Chinees: een tuin omsloten door een tuin) of, bij gebrek aan ruimte, een
- “geleend landschap” waarbij elementen in de omgeving (hier de bomen van de naastgelegen Hortus Botanicus, een rol spelen
- feng shui, de geomantie, bepaalde de vorm en inrichting van de tuin
- synthese van natuur (“qi”), architectuur en schilderkunst

De elementen in de Chinese tuinen zijn soms nabootsingen van bestaande, beroemde of in gedichten vereeuwigde landschappen en bergen. Deze kunstig opgestapelde stenen heten "jia shan". Kenmerkend voor de kunst van de tuinarchitect was zijn vermogen om "jie jing" te creëren: doorkijkjes, en verrassende door architectuur of "jia shan" omlijste panorama’s. Beide zijn in Haren dan ook aanwezig.

## Paviljoens
Zoals in Chinese tuinen gebruikelijk zijn er meerdere paviljoens en deze zijn met paden en bruggen met elkaar verbonden. De tuin is zo aangelegd dat zij zeer veel groter lijkt dan zij in werkelijkheid is. Aan de figuren op de geglazuurde Chinese pannen kan men het belang van een gebouw aflezen.

## Galerij

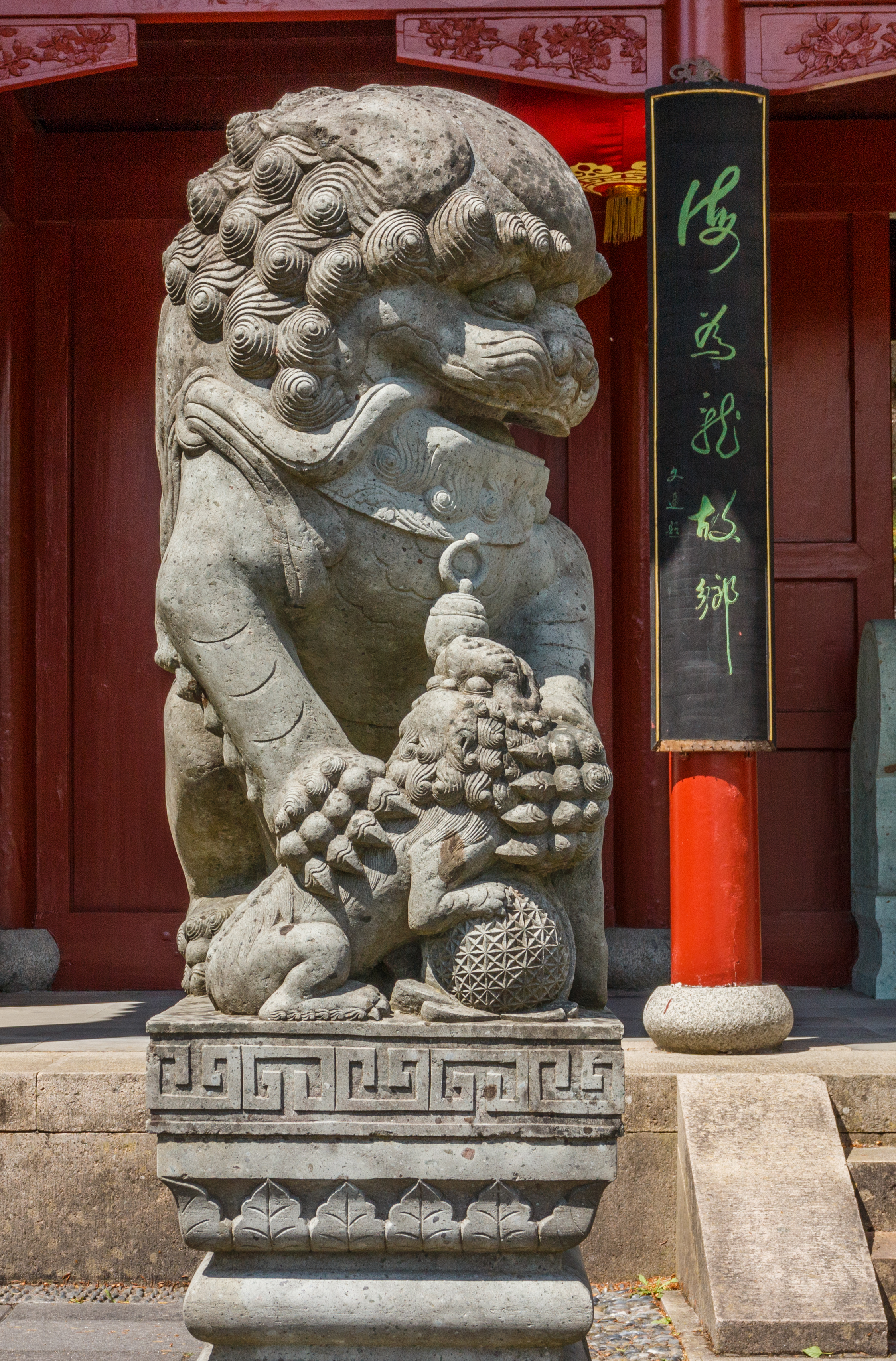
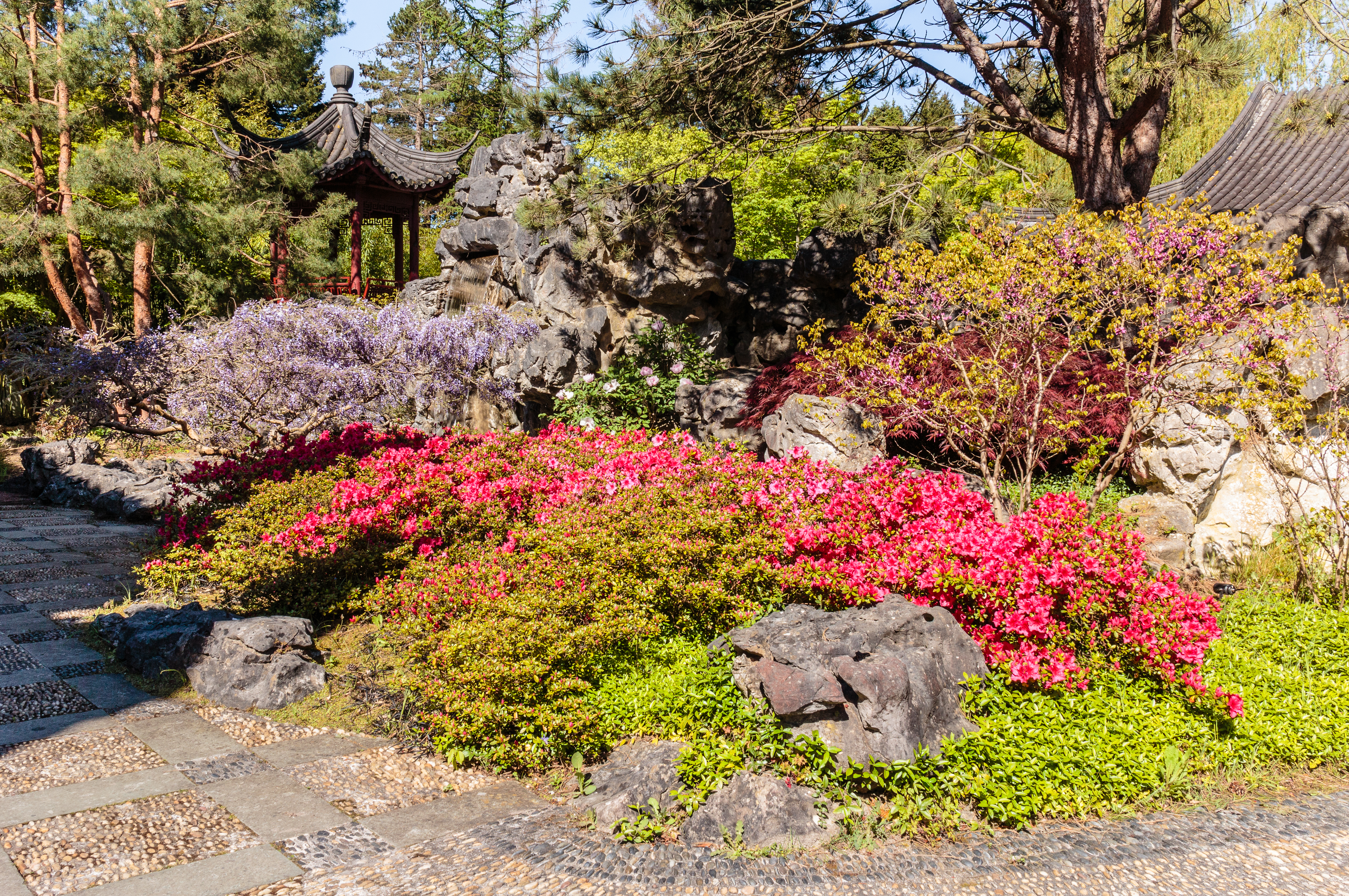
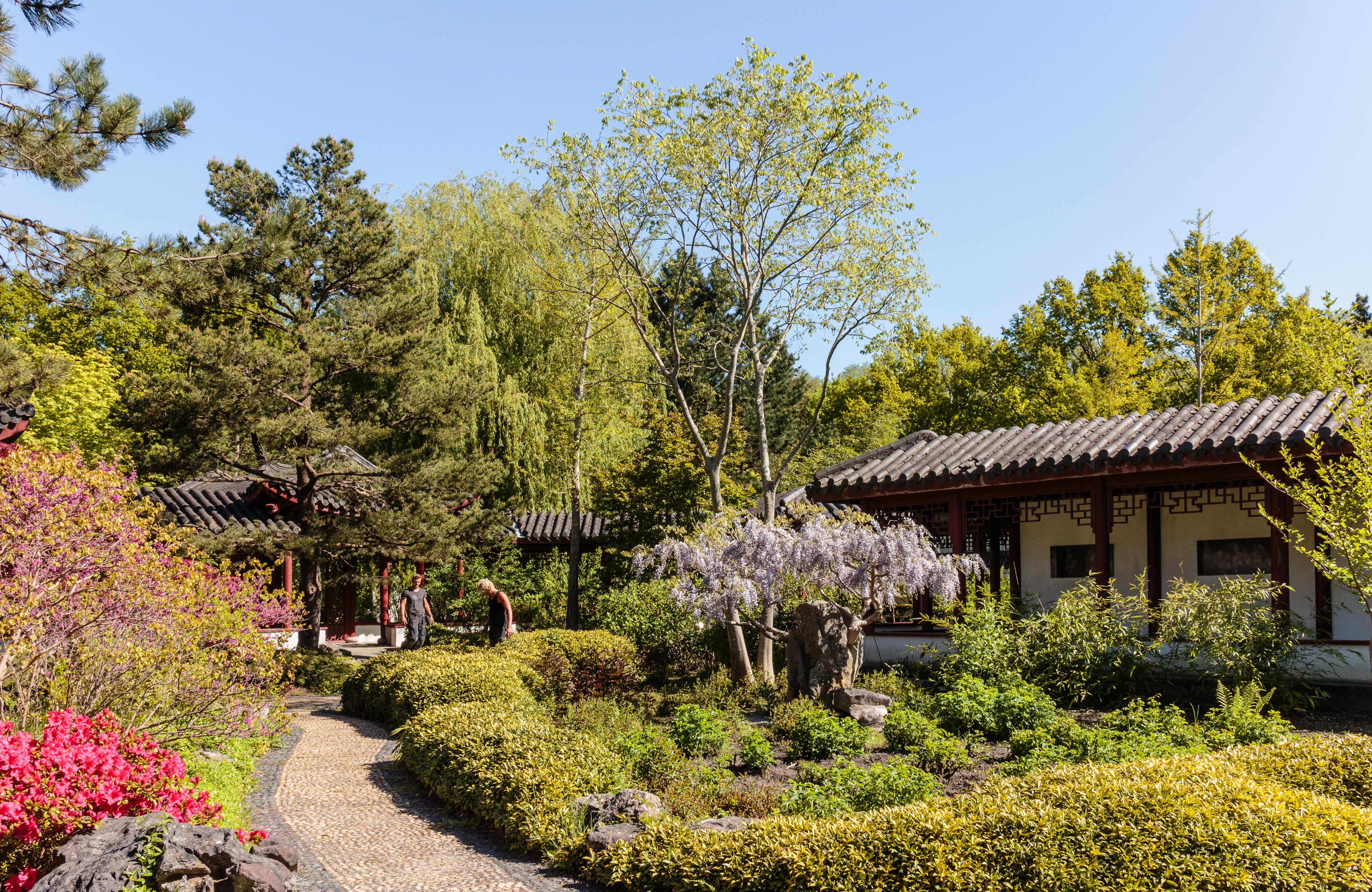
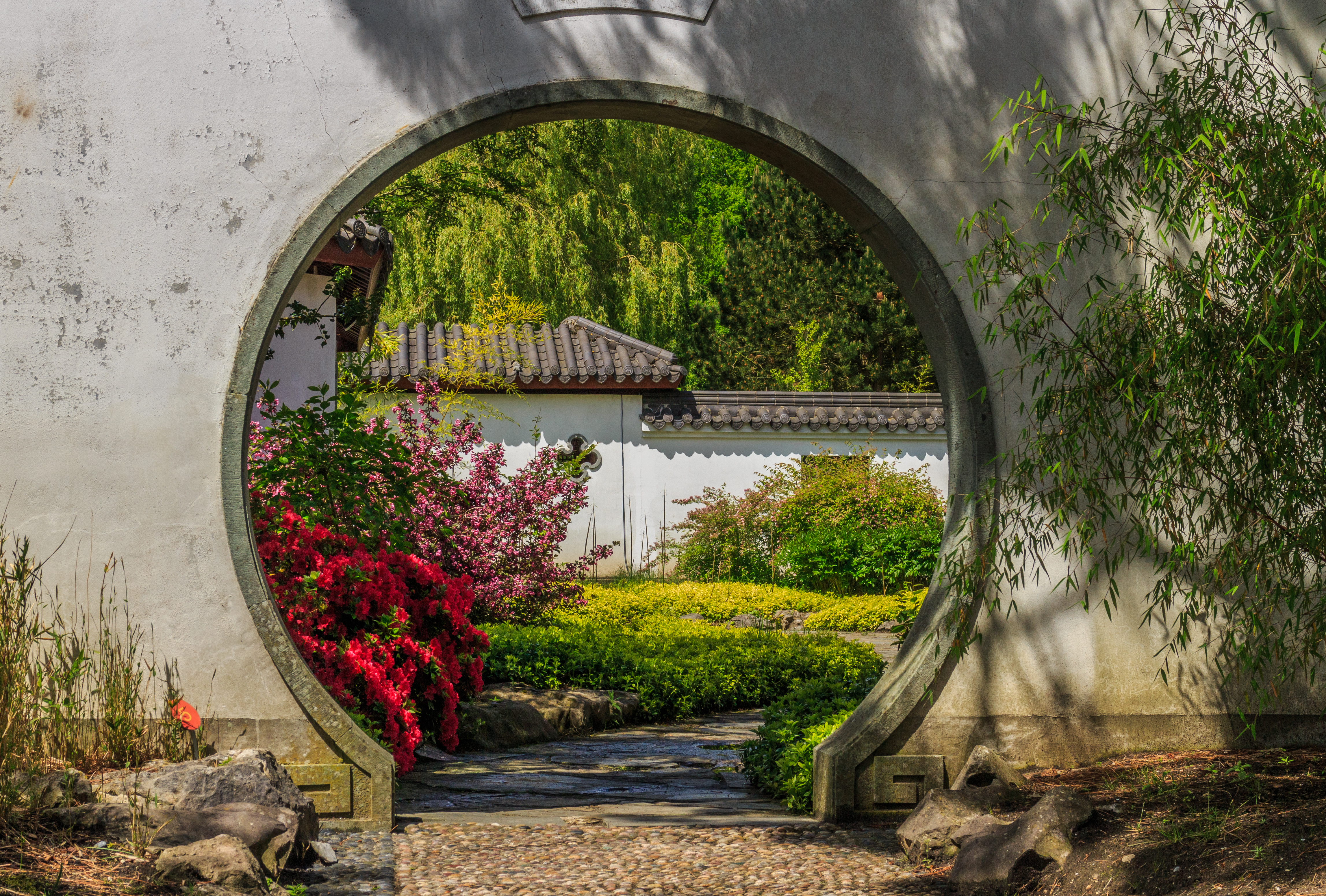
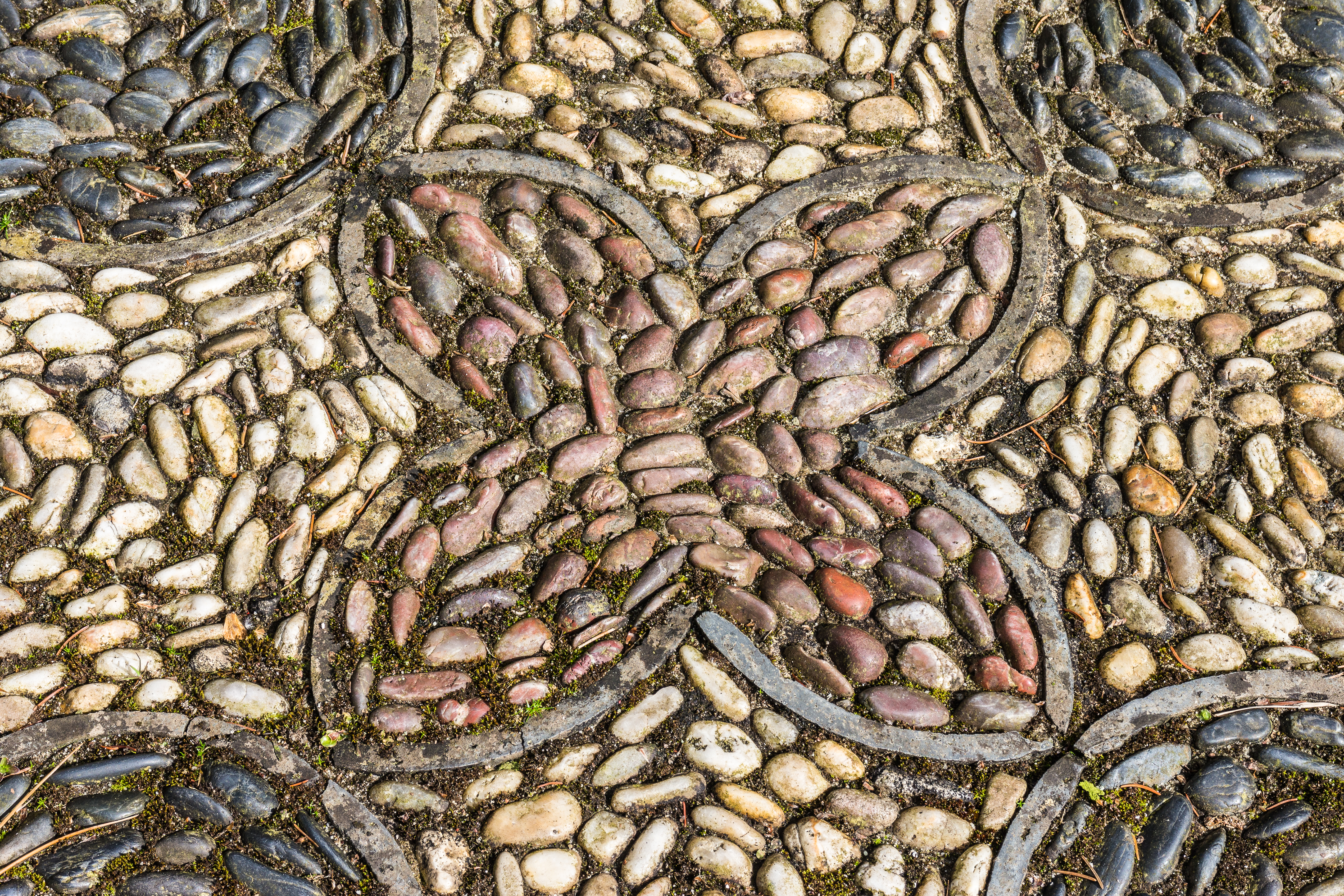
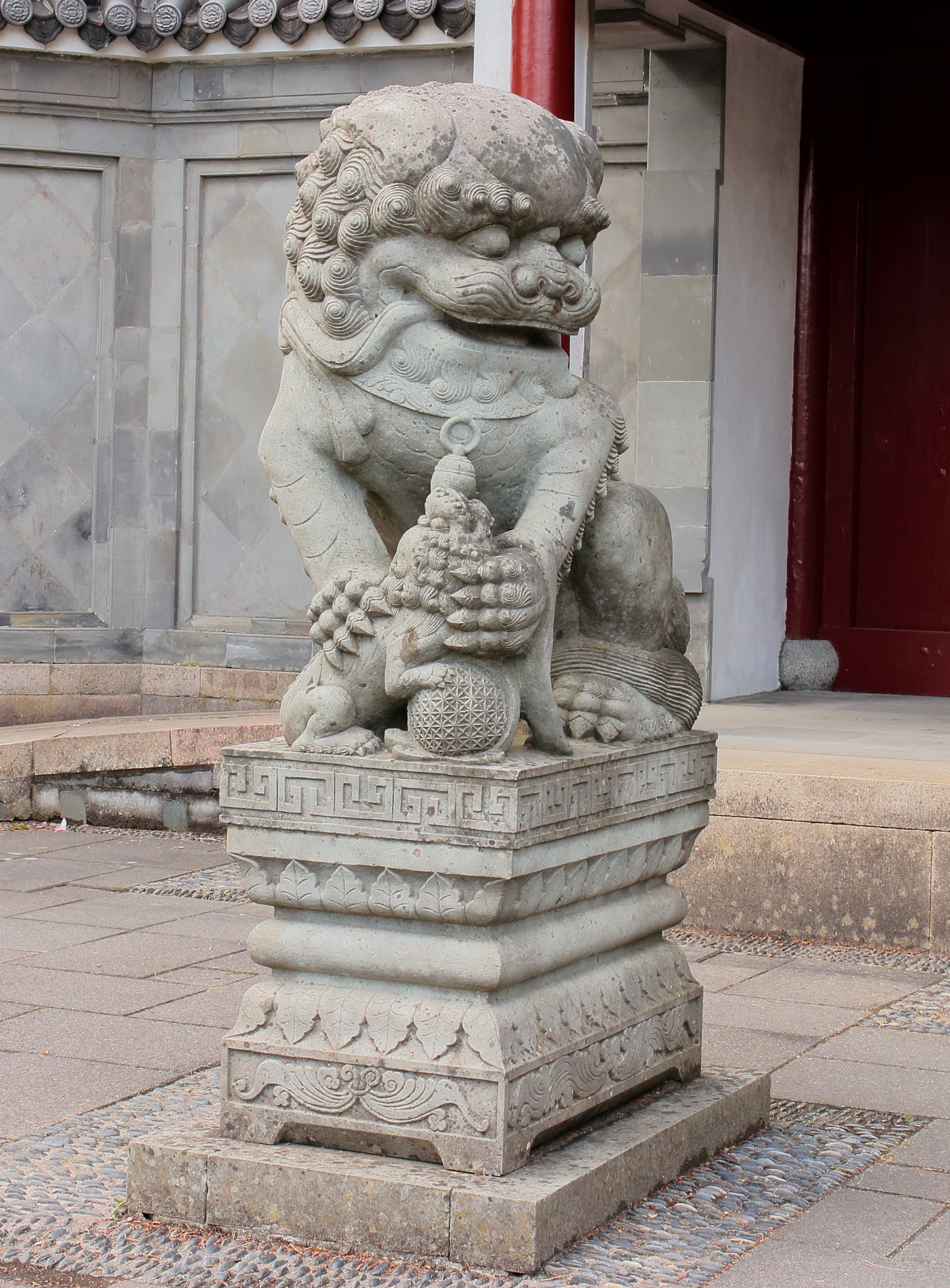
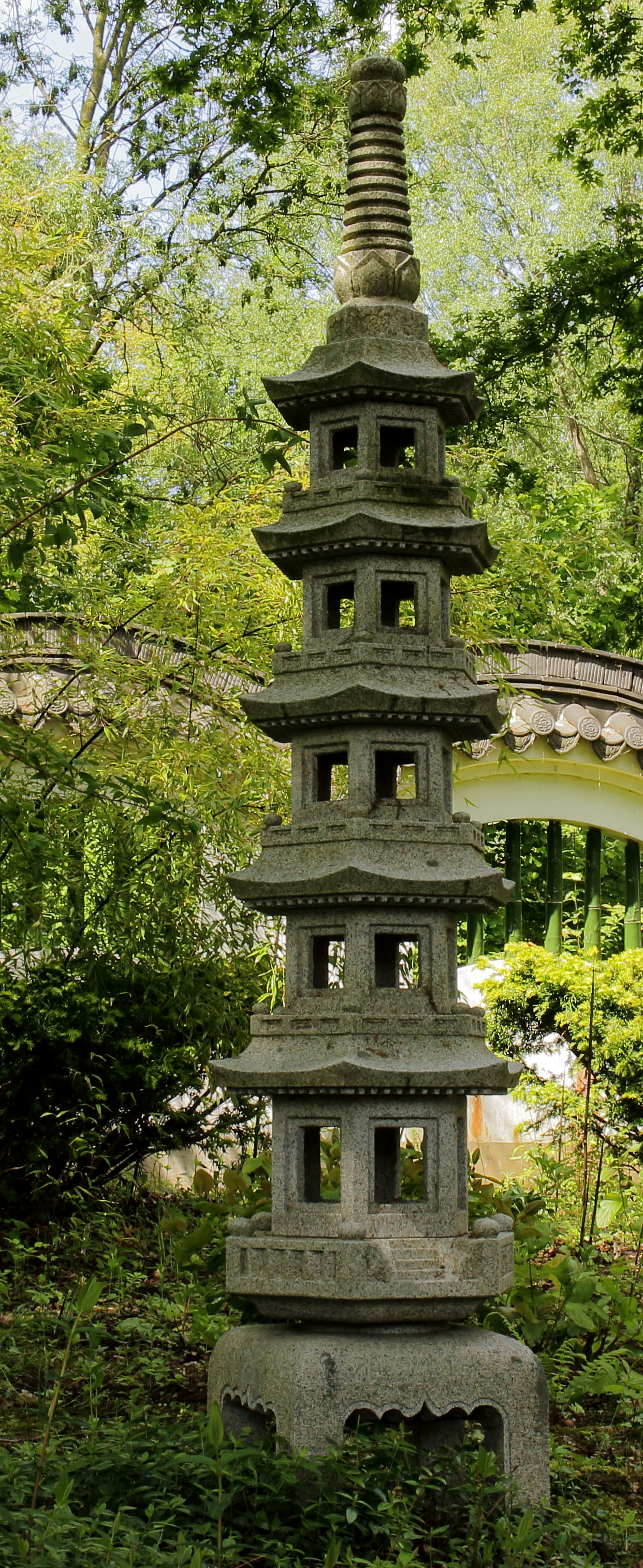
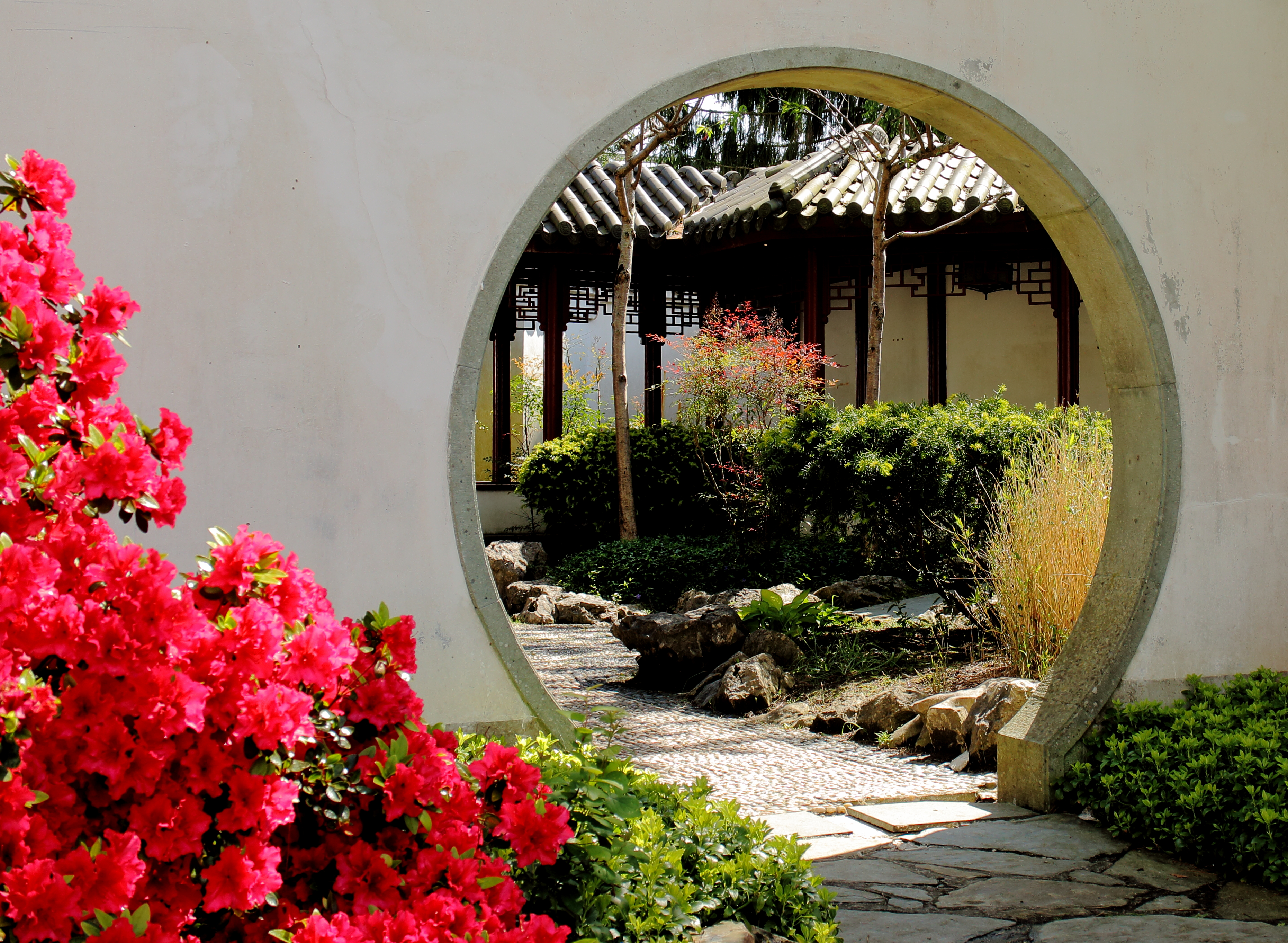
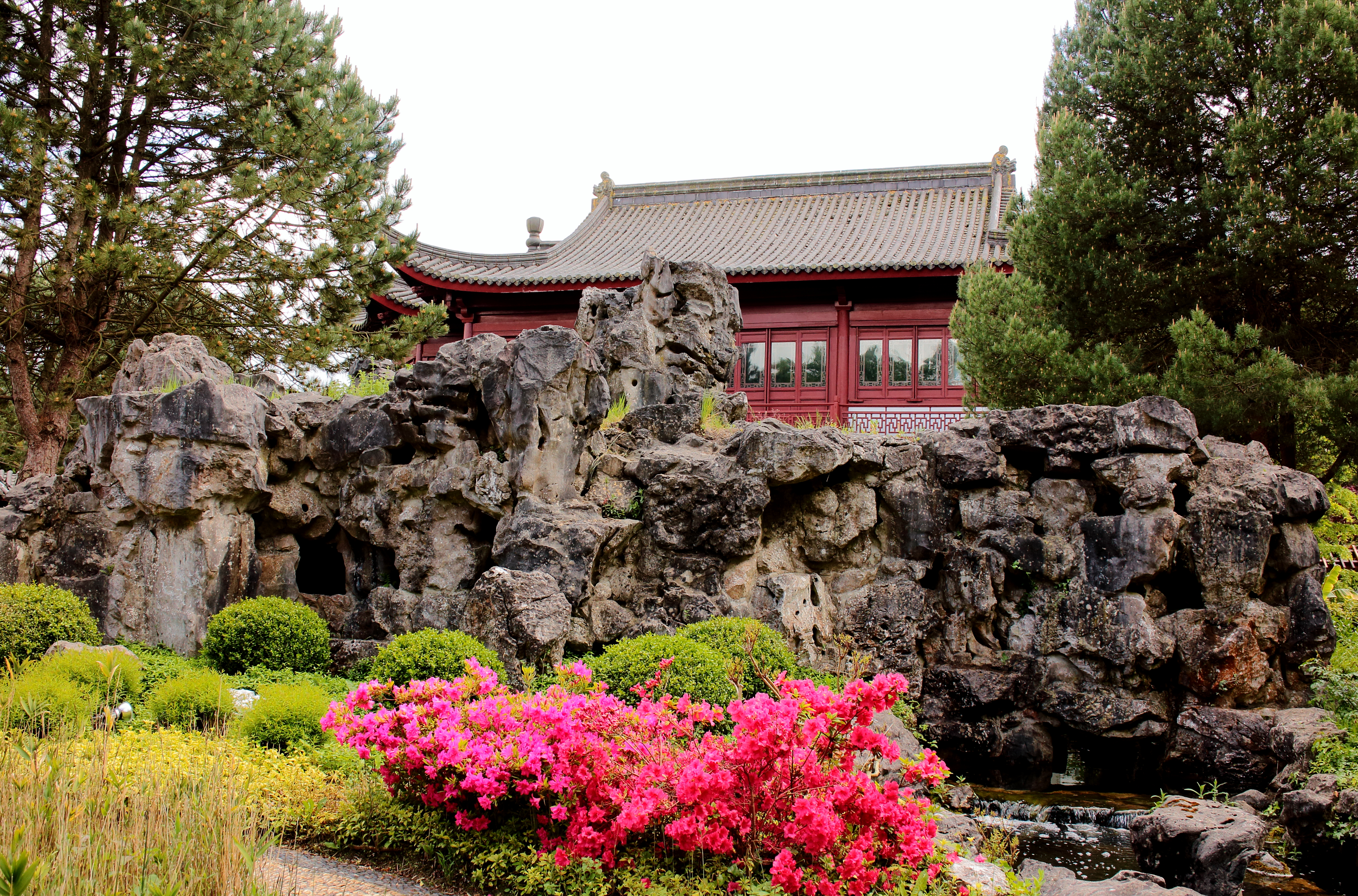
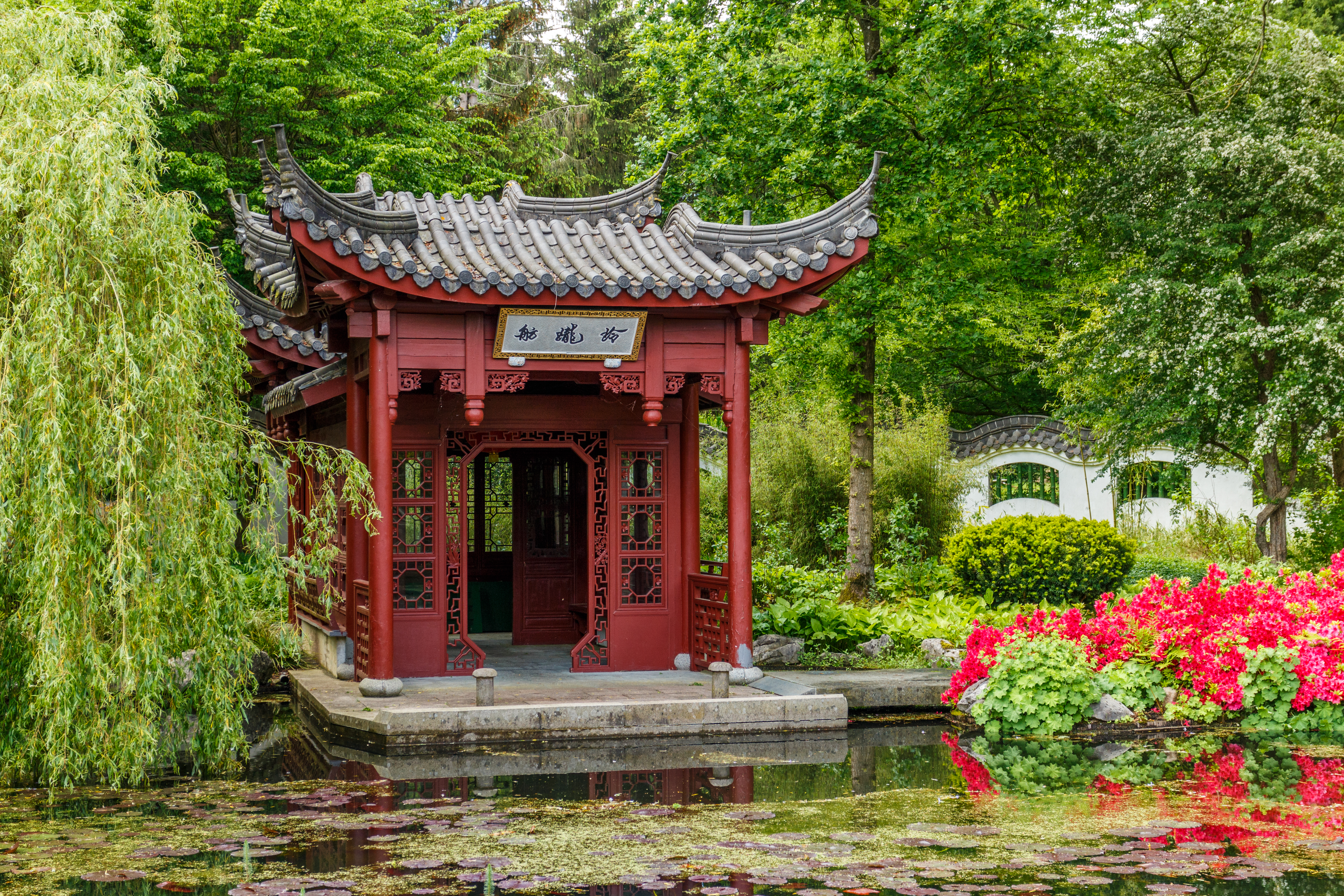
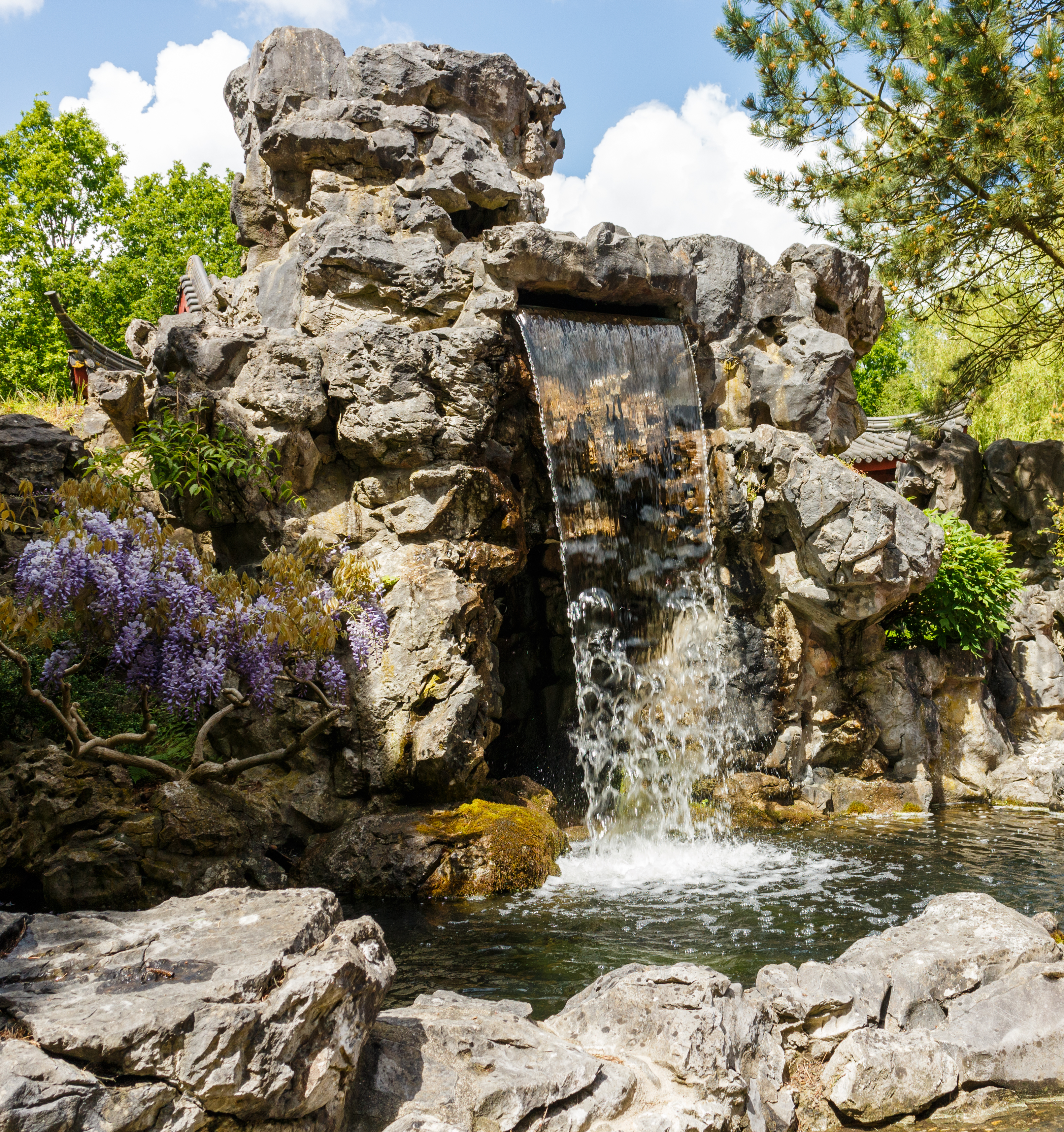
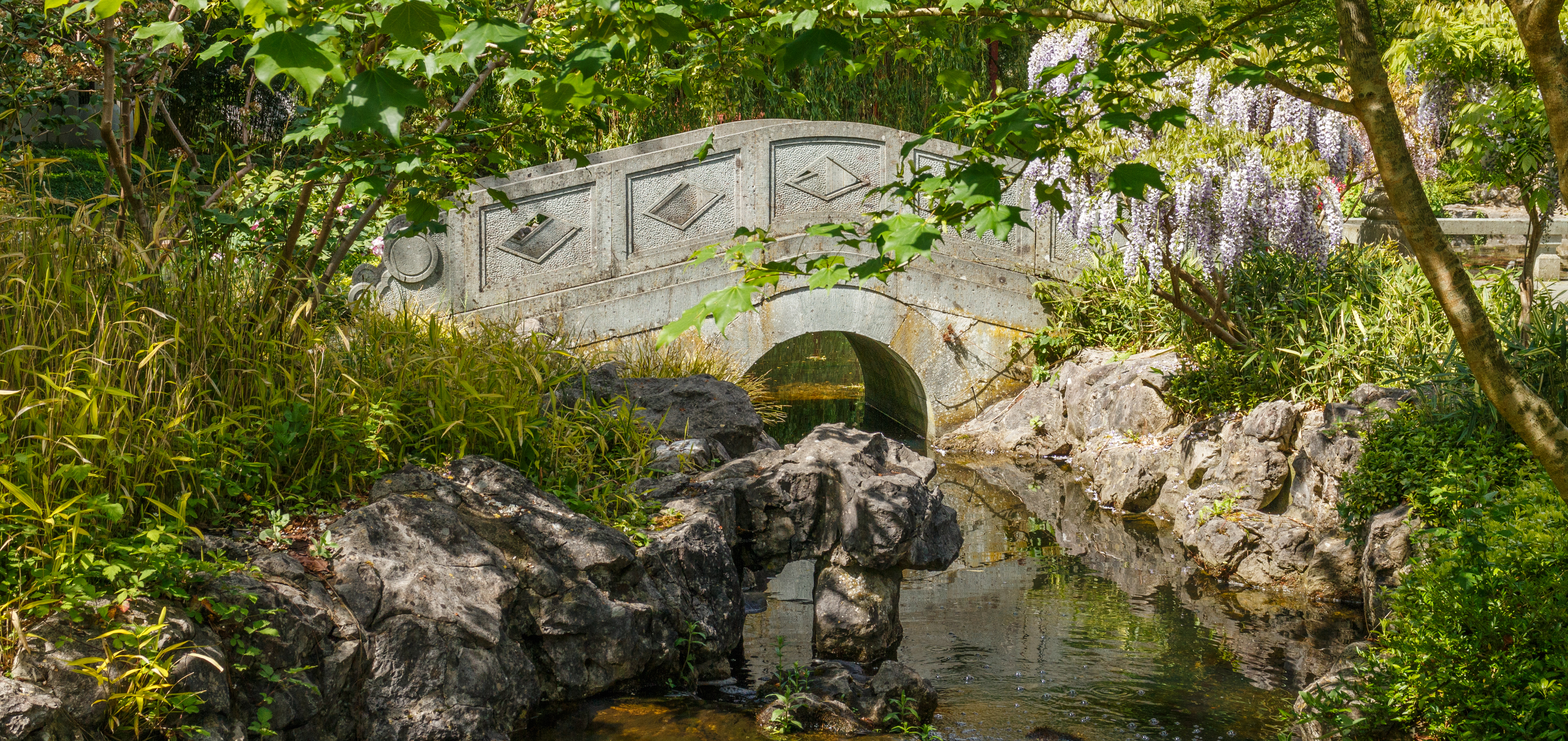